# Carl Friedrich Ernst Aschenborn
Carl Friedrich Ernst Aschenborn (* 16. Mai 1770 in Frankfurt an der Oder; † 19. Oktober 1827 in Berlin) war ein preußischer Jurist.

## Leben

### Familie
Carl Friedrich Ernst Aschenborn war der Sohn des Mediziners George Carl Aschenborn (* um 1750 in Berlin), später Kreisphysikus in Küstrin.
1799 heiratete er in Cottbus Caroline (* 1777; † 17. September 1849 in Berlin), die Tochter des Cottbuser Tuchfabrikanten Johann Gottfried Ruff; gemeinsam hatten sie vier Töchter.

## Leben
Nachdem Carl Friedrich Ernst Aschenborn das Berliner Gymnasium Zum Grauen Kloster seit 1785 beim Rektor Anton Friedrich Büsching besucht hatte, immatrikulierte er sich am 8. Mai 1790 zu einem Studium der Rechtswissenschaften an der Universität Halle und beendete das Studium 1792 als Candidatus iuris, nachdem er die Zwischenprüfung abgelegt hatte.
Nach seiner ersten Prüfung mit Reskript vom 21. April 1792 wurde er als Auskultator bei der neumärkischen Regierung in Küstrin angenommen und nach dem zweiten Examen am 12. Oktober 1793 zum Referendar befördert.
1795 übernahm er als Justizamtmann die Leitung des vereinigten Justizamtes Cottbus und Peitz. Nachdem er das Rigorosum absolviert hatte, wurde er Assessor bei der Regierung in Küstrin, blieb aber bis 1806 Justizamtmann in Cottbus und Peitz.
Aufgrund der politischen Entwicklung musste Preußen den Landkreis Cottbus im Tilsiter Frieden am 9. Juli 1807 an Sachsen abtreten und er wurde mit allen übrigen Beamten dorthin überstellt. Nachdem die sächsische Regierung die Gerichtsverfassung des Kreises beibehalten und mit der niederlausitzischen verbunden hatte, war es erforderlich, dass ein der preußischen Rechte kundiges Mitglied bei der Oberamtsregierung im Amt Lübben in Lübben angestellt wurde; die Wahl hierzu fiel auf Carl Friedrich Ernst Aschenborn, sodass er als Rat dorthin berufen wurde. Dieser Rechtszustand blieb bis zum Friedensvertrag zwischen Preußen und Sachsen erhalten, bis am 18. Mai 1815 infolge des Wiener Kongresses, die Niederlausitz und der Norden und Osten der Oberlausitz an Preußen fielen. Carl Friedrich Ernst Aschenborn wurde, noch vor Auflösung der Oberamtsregierung, 1816 Mitglied des königlichen Oberlandesgerichts in Berlin und später der Landesjustizbehörde in Frankfurt an der Oder.
Anfang 1824 erfolgte seine Ernennung zum Geheimen Obertribunalrat.

## Mitgliedschaften
Seit dem 14. September 1797 war Carl Friedrich Ernst Aschenborn Mitglied der Freimaurerloge Zum Brunnen in der Wüste in Cottbus; 1800 wurde er zur Gesellenbeförderung vorgeschlagen.